# Azurina
Azurina és un gènere de peixos de la família dels pomacèntrids i de l'ordre dels perciformes.

## Taxonomia
- Azurina eupalama  (Heller i Snodgrass, 1903)[1]
- Azurina hirundo (Jordan i McGregor a Jordan i Evermann, 1898)[2][3][4][5][6][7][8]